# 黏着小帶
黏着小帶（Adherens junction/zonula adherens），亦稱「中間連接」（intermediate junction），係一種上皮細胞之間的連接結構。

## 結構
該結構多位於閉鎖小帶下方，環繞上皮細胞頂部。該結構中間有15-20納米寬的縫隙。一種叫钙粘蛋白的跨膜細胞黏附蛋白質爲該結構的核心。钙粘蛋白的細胞內部分與微絲相連，形成終末網（terminal web）結構。

## 功能
黏着小帶主要發揮黏着作用。另外，此結構亦能維持微纖毛和細胞的形態。該結構還能起到傳遞細胞收縮張力的作用。